# Et Andet Universitet
Et Andet Universitet (EAU) er en universitetspolitisk bevægelse med lokale grupper på Københavns Universitet, Roskilde Universitet (RUC), Aarhus Universitet og Aalborg Universitet. Bevægelsen vil have fremdriftsreformen og dimensioneringsplanen fjernet og protesterer desuden mod det, den opfatter som manglende demokrati for ansatte og studerende på universiteterne og indskrænkning af forskningsfriheden til fordel for det private erhvervslivs interesser.

## Struktur
Et Andet Universitet har ingen formel ledelse, men er i stedet baseret på en flad, basisdemokratisk struktur med valgte talspersoner, der administrerer de praktiske anliggende omkring kontakt til pressen og offentligheden generelt. Bevægelsens højeste demokratiske myndighed er det nationale stormøde, der foreløbig har været afholdt en enkelt gang. De forskellige lokalgrupper har fuld autonomi inden for de rammer, som fastlægges af det nationale stormødes beslutninger. På de enkelte universiteter er den højeste demokratiske myndighed lokale stormøder. Alle fremmødte ved disse stormøder har tale- og stemmeret. 

## Idégrundlag
Et Andet Universitet mener, at der i disse år sker en afvikling af det klassiske universitet som følge af stram styring fra skiftende regeringer og på grund af det private erhvervslivs krav til uddannelsessystemet. I følge bevægelsen betyder det, at eksterne aktører og målsætninger, som er fremmede for universitets oprindelige formål, har vundet indpas: 
”Grunden til, at vi protesterer, er universitetets nu mangeårige udvikling fra en vidensinstitution, hvor kritisk tænkende mennesker uddanner sig i frie forskningsfællesskaber, til en universitetsfabrik, hvor der skal produceres studerende så hurtigt som muligt, og hvor formålet ikke er kritisk tænkning og viden i sig selv, men derimod erhvervslivets krav og behov.”
Som følge deraf er Et Andet Universitet også imod universitetsloven fra 2003, hvor det tidligere system med universitetsledelser valgt af studerende og ansatte afløstes af bestyrelser med flertal af eksternt udpegede medlemmer. Bevægelsen opfatter fremdriftsreformen og dimensioneringsplanen som symptomer på den generelle udvikling, hvor det klassiske universitetsideal erstattes af en ”vidensfabrik”:
”Universitetsdemokratiet er afskaffet og erstattet af central detailstyring og udemokratisk management-ledelse. Fremdriftsreformen og dimensioneringsplanen er de to seneste eksempler herpå.”
I stedet ønsker bevægelsen det, den kalder ”et autonomt, demokratisk universitet, hvor viden, dannelse og forskning er grundlaget.” For at opnå dette vil bevægelsen politisere universiteterne for at skabe et rum, hvor kampen mod det, den ser som en afvikling og markedsgørelse af universiteterne, kan foregå: 
”Lige nu er universitetet ikke en politisk kampplads, ikke engang et forhandlingsrum. Hverken de studerende eller universitetets ansatte bliver hørt. Vi må bekæmpe politikeres og bureaukraters invasion af universitetet. Vi må obstruere ethvert forsøg på at ødelægge universitetet, som det sker lige nu i fremdriftens navn. Vi må organisere os i nye fællesskaber. Universitetet er en kampplads.”
Selv om Et Andet Universitet også benytter mere traditionelle politiske metoder såsom offentlige møder og demonstrationer, ser bevægelsen blokaden som en særlig velegnet protestform i forhold til aktuelle situation på universiteterne:
”Vi har med blokaden skabt et rum, som er det universitet, vi ønsker os. Det er en måde at gøre opmærksom på, at tingene kunne være anderledes, hvis folk reagerede og faktisk protesterede imod forringelser og erhvervsliggørelsen af universitetet”.

## Historie og aktioner
Et Andet Universitet opstod i sommeren 2013 på Københavns Universitet Amager (KUA) ved en blokade efter vedtagelsen af fremdriftsreformen. Det nystartede initiativ kritiserede desuden Studenterrådet på Københavns Universitet for at have opgivet kampen mod fremdriftsreformen for hurtigt ved i februar 2014 at indgå en aftale med den lokale universitetsledelse om studiefremdrift. En af initiativtagerne til Et Andet Universitet udtalte således til elev- og studenterbladet Momentum: 
"Jeg tror, der er mange som virkelig engagerede sig og så mange muligheder i protestbevægelsen og som nu føler sig lidt snydt. Men jeg tror også, at vi under protesten fandt ud af, at vi ikke bare gør oprør mod reformen, men mod en bredere måde at tænke og strukturere universitetet på i dag - deraf navnet et andet universitet”.
I november 2014 spredte bevægelsen sig til Aarhus Universitet, hvor det lokale rektorat blev blokeret af studerende samtidig med Institut for Erkendelse, Medier og Formidling på Københavns Universitet Amager (KUA). Førstnævnte sted gav ledelsen oprindeligt sin opbakning til de studerendes aktion, mens fakultetsdirektøren sidstnævnte sted truede de studerende med udsmidning fra universitet; en trussel fakultetsdirektøren dog efterfølgende i en pressemeddelelse afviste at have fremsat. På KUA ophævede de studerende blokaden efter 5 dage, mens den på AU blev ryddet af politiet om natten en dag senere.
Efterfølgende blokerede Et Andet Universitet to præsentationskonferencer med det regerings-nedsatte "Udvalg for Kvalitet og Relevans i de Videregående Uddannelser" (i offentligheden bedre kendt som Kvalitetsudvalget) på henholdsvis Aarhus Universitet og Metropol. I den forbindelse bemærkede JP Aarhus med henvisning til tidligere tiders studenteroprør, at aktionen på Aarhus Universitet havde ”et strejf af 1968”.
Bevægelsen begrundede selv berettigelsen af disse blokader med, at man ikke ville anerkende det, man anså for Kvalitetsudvalgets privilegerede position i debatten:
”Det er ikke udvalgsmedlemmernes ret til at ytre sig, som vi angriber, men derimod den særlige og privilegerede position og magt, som de har over vores, dvs. de studerendes og de ansattes, universitet. Udvalget har automatisk en stemme, og den stemme bliver hørt — vi, derimod, bliver nødt til at tilkæmpe os en stemme. Det er, hvad vi gør i morgen.”
Både på Aarhus Universitet og Metropol valgte ledelsen at tilkalde politiet for at få ryddet blokaderne af Kvalitetsudvalget. På Aarhus Universitet medførte det sigtelse af 19 studerende efter paragraffen om ”husfredskrænkelse”. Efter kritik fra bl.a. Et Andet Universitet selv, Danske Studerendes Fællesråd (DSF), Studenterrådet på Aarhus Universitet og Enhedslisten, trak universitetsledelsen dog politianmeldelsen tilbage. Efterfølgende frafaldte Østjyllands Politi sigtelsen mod de studerende. I starten af december 2014 nåede bevægelsen til Roskilde Universitet (RUC) i forbindelse med en tre dage lang blokade af rektoratet.
12. januar 2015 trængte aktivister fra Et Andet Universitet ind til et lukket ”dialogmøde” på Aarhus Rådhus mellem uddannelses- og forskningsminister Sofie Carsten Nielsen og repræsentanter for lokale uddannelsesinstitutioner. Her holdt aktivisterne en tale foran forsamlingen, inden de syngende forlod stedet. Der ud over har Et Andet Universitet flere gange aktioneret i forbindelse med møder i universitetsbestyrelserne, som bevægelsen opfatter som illegitime, bl.a. på grund af det ikke-valgte, eksterne flertal. ”Studenteroprør ulmer” hed det i Århus Stiftstidendes forsidehistorie 18. december 2014, dagen efter en af disse aktioner på AU. På RUC har Et Andet Universitet i marts 2015 aktioneret til fordel for fyringstruet personale. På et bestyrelsesmøde på universitetet 25. marts udtalte en af bevægelsens talspersoner bl.a.: 
”Det er direkte hyklerisk at blive ved med at fokusere på kvalitet i uddannelserne, samtidig med at man fyrer det personale, der er helt centralt i dette arbejde og forsætter med at forringe deres vilkår”.
Fra 15. april blokerede bevægelse på ny rektoraterne på flere universiteter, nemlig Københavns Universitet, Aarhus Universitet og Roskilde Universitet (RUC). Der var tale om koordineret aktion, som var blevet besluttet på Et Andet Universitets nationale stormøde 13.-15. marts i Aarhus. For at få adgang til det aflåste rektorat, bad bevægelsen i Aarhus om et møde med universitetsledelsen, hvorefter de studerendes repræsentanter lukkede resten af de studerende ind i rektoratsbygningen. Det fik universitetsledelsen til atter at tilkalde politiet, som ryddede blokaden. I stedet holdt Et Andet Universitet Vandrehallen på AU besat i en uge. På RUC ophævede de studerende blokaden en dag senere, mens blokaden på KU blev ophævet den 2. maj efter 18 dages besættelse.
Under blokaderne og besættelsen blev der gennemført et fagligt program, hvilket i følge bevægelsen selv gjorde, at idealet om 'et andet universitet' fysisk og praktisk blev til virkelighed under besættelsesdagene. Desuden blev der afholdt et "blokadebryllup", hvor deltagere kunne blive viet som blokadefælder i det frie og demokratiske universitets ånd.

## Kritik
Et Andet Universitet er bl.a. blevet kritiseret af Konservative Studerende, der har kaldt bevægelsens blokader for ”udemokratiske” og anklaget bevægelsen for at være en del af ”den yderste venstrefløj”:
”Konservative Studerende mener ikke, at KU skal være en politisk kampplads for antidemokrater. . . Hos Konservative Studerende er vi til enhver tid mod blokade af studerendes undervisning, hvad enten det er ”Et andet Universitet”, Studenterrådet eller andre som benytter sig af denne metode."
Et Andet Universitet har også mødt kritik fra den socialdemokratiske studenterforening Frit Forum, der har opfordret bevægelsen til at søge ”indflydelse gennem de demokratiske organer . . . i stedet for at modarbejde dem ved at deltage i blokader mv.” Frit Forum mener endvidere, at EAU's kritik er rettet "mod de forkerte. Reformerne er vedtaget på Christiansborg og ikke af ledelsen på AU."
Rektor på Aarhus Universitet Brian Bech Nielsen har desuden hævdet, at bevægelsen med blokader benytter en metode, han ikke mener er en del af det, han kalder ”den demokratiske værktøjskasse”. Ligeledes har Hanne Leth Andersen, rektor på RUC, opfordret Et Andet Universitet til i højere grad at bruge ”de formelle kanaler, hvor man kan formulere sin kritik. De kanaler skal man have respekt for”. Desuden har flere af universitetsledelserne givet udtryk for, at bevægelsen i stedet burde aktionere direkte mod regeringen og det flertal i Folketinget, som har vedtaget reformerne.

## Støtte
I forbindelse med universitetsblokaderne i november 2014 skrev Dagbladet Politikens litteraturredaktør Jes Stein Pedersen, at de studerende ”kæmper for retten til danne og uddanne sig dybt og bredt. De er på barrikaderne for den særlige erkendelse, båret både af fornuft og følelse, som opstår når de trænede sanser og det trænede sind møder omverdenen. De kæmper for, at de humanistiske dannelsesidealer, som er med til at skabe myndige og kritiske borgere, har plads på de lange videregående uddannelser.” I Dagbladet Information skrev Center for Vild Analyse, at det ”virker. . . mere og mere som om, at kun denne kærlige, destruktive og potentielt selvopofrende radikalitet kan råbe magten op for en stund, i dens visions- og kærlighedsløse ambition om at lave universitetet om til et kinderæg.”
Tabish Khair, lektor i engelsk på Aarhus Universitet, udtrykte sin støtte i en tale ved bevægelsens demonstration 19. november 2014 i Aarhus, hvor han sagde: ". . . der [er] brug for at råbe op, ikke kun for vores fag, men for viden. Råbe op for det, der gør universitetet til, hvad det har været siden det moderne universitets begyndelse i det 18. århundrede. Som Johann Gottlieb Fichte, en af de første tænkere til at diskutere det moderne universitet, sagde det i 1807, så eksisterer universitet ikke for at viderebringe information, men for at lære den studerende selv at udøve den kritiske tænkning, foruden hvilken information alligevel slet ikke ville kunne forstås. Den kritiske tænkning opstår med viden – og omvendt."
Et Andet Universitet fik også opbakning fra debattøren og forfatteren Rune Engelbreth Larsen, der i Dagbladet Politiken bl.a. skrev: ”Kære studerende. Lyt ikke til forskningsministeren. Lyt for alt i verden ikke til tidsånden. Find dig selv. Følg dit eget hjerte. Lyt til din egen hjerne. Find dig ikke i, hvad politiske emballager dikterer. Studér det, du vil. Forsøger de at presse dig til andet? Protestér. Aktionér. Blokér. Der er brug for 'Et Andet Universitet'.”
Curt Sørensen, Professor Emeritus ved Statskundskab på Aarhus Universitet, støttede ligeledes de studerende: 
”I aktionerende studenter her på Aarhus Universitet kæmper en tredobbelt kamp: for at frigøre jer selv og sikre jeres ungdoms frie udfoldelse på egne præmisser, for at genrejse det frie, videnskabelige universitet og for at frigøre det sociale liv fra konkurrencestatens og den helt løsslupne kapitalismes destruktive deformation af samfundet samt ensretning af alle formål og institutioner.”
Forfatteren og billedkunstneren Jakob Jakobsen meldte sig også i koret af støtter: 
"De studerende fra Et Andet Universitet blev . . . fjernet af politiet, selv om de ikke er særlig militante – deres blokade er en ret fredelig måde at påpege, at de ikke er inviteret med til udvalgsmøderne. Deres eneste mulighed for at deltage er at sætte deres kroppe foran døren", udtalte han således i et interview med Dagbladet Information.
På Aarhus Universitet udsendte 39 Ph.d.-studerende i november 2014 en støtteerklæring til Et Andet Universitet: ”...vi bakker op om Et andet Universitets krav: 1. at få trukket Fremdriftsreformen og Dimensioneringsplanen tilbage, 2. at sikre, at universitetet igen kan blive et sted, hvor videnskab og faglighed er de primære formål . . . Vi opfordrer samtidig det øvrige videnskabelige personale ved Aarhus Universitet og de øvrige af landets universiteter til at bakke op om de studerende, heriblandt Et Andet Universitet, og de initiativer, der tages til at skabe en åben debat om universitetets rolle og formål.”
I december 2014 sendte 159 Ph.d.-studerende og ansatte ved RUC ligeledes et støttebrev til Et Andet Universitet, hvori der bl.a. stod: 
”Vi vil gerne udtrykke vores fulde støtte til de studerendes kamp for Et andet universitet. Deres mobilisering er et klart udtryk for, at vi har med tænkende og agerende mennesker at gøre, som ser det som en central del af deres rolle i samfundet, at skabe rum for demokrati og nytænkning når rammerne snævres ind. Vi mener at både de studerende og ansatte skal inkluderes i beslutningsprocesser, både på universitet og i det politiske liv.”

## Internationalt samarbejde
Et Andet Universitet har desuden modtaget støtte fra den internationale studenterbevægelse, lige som EAU har sendt støtteerklæringer til studentergrupper- og protester i andre lande. Et Andet Universitet ser sig selv som del af en større international bevægelse imod erhvervstyring, social ulighed og manglende demokrati på universiteterne. De internationale studenterprotester samler sig om symbolet "The Red Square", som i følge dem symboliserer den fælles kamp for det frie og demokratiske universitet.
"A red square of felt was widely adopted as a symbol during the 2012 students protests for free education in Quebec, Canada, as a play on the saying "being squarely in the red", which means to have a great amount of (student) debt. The red square has gone on to become an international sign of student protest, representing the vision of an open and free university. Not just free as in costing no money, but more generally as in liberated and open to free thinking."
I Aarhus har Et Andet Universitet flere gange malet den røde firkant forskellige steder på campus, som universitetsledelsen dog har beordret fjernet hurtigt igen, hvilket bevægelsen opfatter som en indskrænkning af sin demokratiske rettighed til at ytre sig politisk. Om betydningen af symbolet den røde firkant og ledelsens reaktion på denne skrev bevægelsen 24. april 2015: 
"I går blev The Red Square på pladsen foran Studenternes Hus fjernet. I dag er det røde kvadrat dukket op igen.
I går blev vores demokratiske ret til at ytre os endnu engang begrænset. Igen blev vores stemme overset og undermineret. I dag tager vi retten tilbage og bliver hørt. I går viste ledelsen på AU, at de frygter kridtmaleri, fordi de frygter studerende, der råber op og kræver deres ret til at blive hørt. I dag viser vi dem, at deres frygt er reel. The Red Square er en solidaritetserklæring til de internationale studenterprotester. The Red Square er et symbol mod erhvervsdiktatur og manglende ligestilling. The Red Square er en kritik af det ikke-eksisterende demokrati på universiteterne. KAMPEN FORTSÆTTER! FOR ET FRIT OG DEMOKRATISK UNIVERSITET!" 